# Kaśjapa

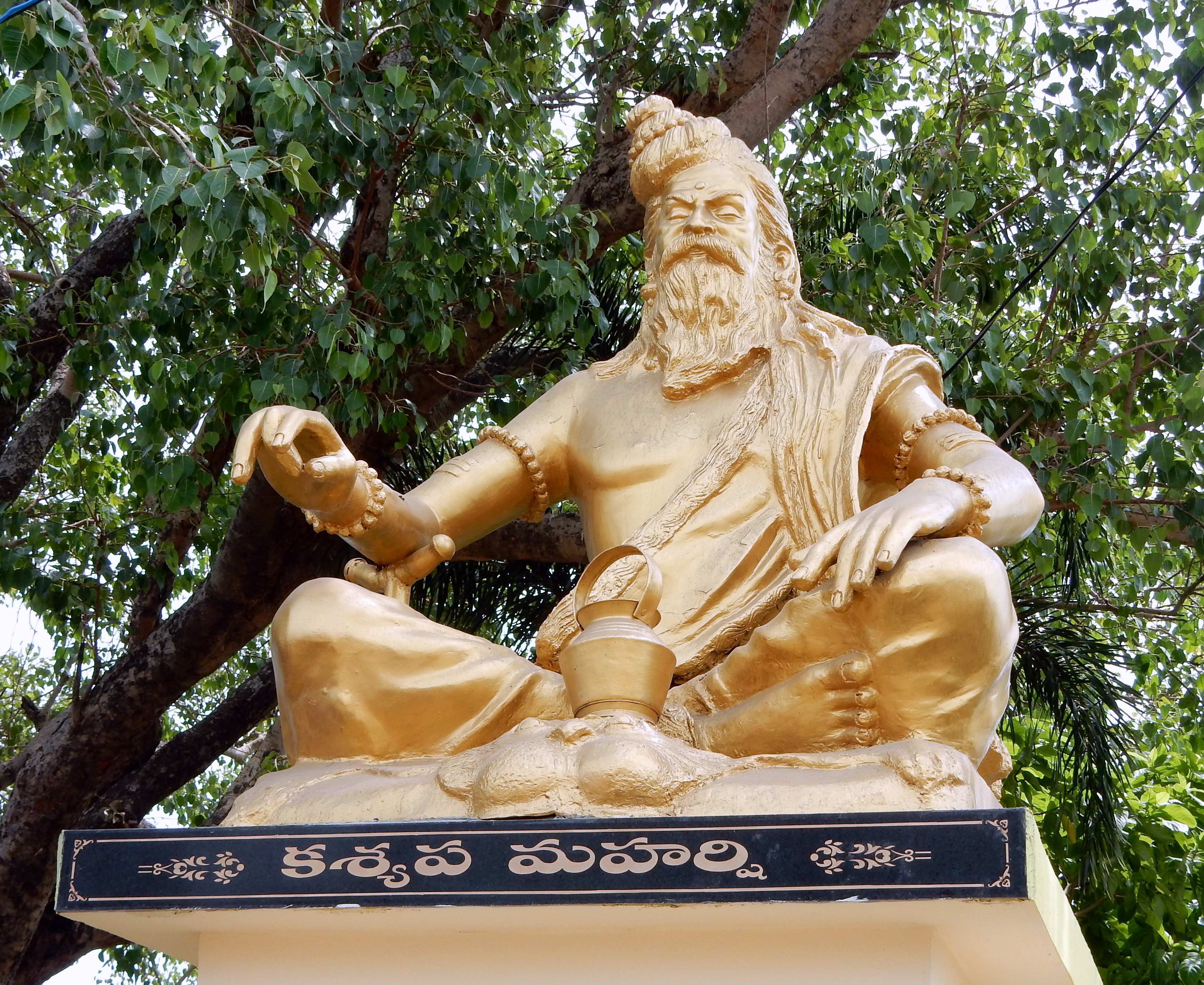
Pomnik Kaśjapy w Andhra Pradesh

Kaśjapa (Sanskryt कश्यप = żółw, widzenie) – mędrzec indyjski występujący m.in. w Wedach, Brahmanach, Puranach jako jeden z siedmiu ryszich (Saptaryszi). Małżonek bogiń Aditi, Diti, Danu, Winaty - czyli ojciec: Aditjów, Dajtjów, Danów, jak również gandharwów, apsar, nagów, rakszasów, Garudy. Poślubił też 13 córek Dakszy. Jego wnukiem był Manu, syn Wiwaswata.
Przypisuje się mu autorstwo Kaśjapa Samhity zaliczanej do nauk Agama tantry.